# Firestone Tire and Rubber Company Service Station
Pour les articles homonymes, voir Firestone.
La Firestone Tire and Rubber Company Service Station – ou simplement Firestone Station – est une station-service américaine à Kansas City, dans le Missouri. Construite dans une architecture Art déco en 1930, elle est inscrite au Registre national des lieux historiques depuis le 7 octobre 2021.